# 高橋一男
高橋 一男（たかはし かずお、1905年9月21日 - 1983年6月9日）は、日本の拳闘家、プロボクサー。日本ボクシング草創期の強豪。インファイトを身上とし「ブルドッグ」の異名を取った。

## 略歴
東京市神田白壁町（現：神田鍛冶町）に生まれる。映画で見たジャック・デンプシーとジョルジュ・カルパンティエの試合に触発されボクサーを志す。1924年（大正13年）、日本拳闘倶楽部に入門するが、入門初日、荻野貞行とのいきなりのスパーリングでしたたか打ちのめされ、半年間練習に出てこなかったとの逸話が残る。
1926年（大正15年）、日本拳闘倶楽部認定の日本フェザー級王者に選ばれ、米国遠征に出発、西海岸を中心に判明しているだけでも4勝（2KO）を挙げている。
以降も幾多の強豪と対戦し、1930年（昭和5年）4月、近藤巌を破ってフェザー級王者となる。
引退後は新小岩にボクシングジム「高橋道場」を開き、後進の指導に当たった。1983年（昭和58年）、脳溢血で死去。77歳没。

## 通算成績
55戦19勝（4KO）20敗16引き分け（判明分のみ）